# ديفيد تشوتي
ديفيد تشوتي (بالإنجليزية: David Chiotti)‏ مواليد 9 سبتمبر 1984 في سان خوسيه، هو لاعب كرة سلة أمريكي. بدأ مسيرته الاحترافية في سنة 2006. يلعب مع أولمبيا ميلانو كلاعب وسط. يحمل الرقم 13. يبلغ طوله 6 قدم 9 بوصة (2.1 م).

## المسيرة الاحترافية
لعب مع سانت بولتن في موسم 2006–2007، ثم لعب مع نادي كازالي لكرة السلة من سنة 2009 إلى 2012، ثم لعب مع أولمبيا ميلانو في الدوري الإيطالي في سنة 2012.

## روابط خارجية
- ديفيد تشوتي على موقع الاتحاد الدولي لكرة السلة (الإنجليزية)
- ديفيد تشوتي على موقع الدوري الأوروبي لكرة السلة (الإنجليزية)
- ديفيد تشوتي على موقع كرة السلة الأوروبية.كوم (الإنجليزية)
- ديفيد تشوتي على موقع كلية كرة السلة في سبورتس رفرنس.كوم (الإنجليزية)
- ديفيد تشوتي على موقع ريلجم (الإنجليزية)
- ديفيد تشوتي على موقع بروبوليرز (الإنجليزية)
- ديفيد تشوتي على موقع سبورتس رفرنس (الإنجليزية)